# Wormy Hillock Henge
Das Wormy Hillock Henge ist ein sogenanntes Mini- oder Dorchester Henge. Es ähnelt Henges in Dorchester und Oxfordshire in England. Es liegt auf einem flachen Stück Schwemmland am Ufer eines Flusses, in einem steilen Tal im Clashindarroch Forest (Wald) bei Rhynie im Westen von Aberdeenshire in Schottland. 
Das Erdwerk ist ein Wall mit einem Durchmesser von 16,5 Metern, der eine ovale Plattform umgibt. Es gibt eine Lücke im südöstlichen Teil des Walls. Der etwa 10 bis 60 cm hohe Restwall erreicht eine Breite von 3,0 bis 4,0 Metern. Das umschlossene Gebiet ist etwa 140 Quadratmeter groß. Im vollständig mit Gras und Heidekraut bewachsenen Zentrum liegt eine kleine Plattform von etwa 6,0 Metern Durchmesser, die von einem einen Meter tiefen Graben umgeben ist, der mehrfach von Dämmen unterbrochen wird. Der südöstliche Damm fluchtet mit der 1,0 Meter breiten Lücke im Wall. 
Es gibt zwei kleine Gruben, die jünger als der Rest des Hügels sein können. Ein großer Felsbrocken liegt im Graben direkt unterhalb einer Grube.
Im Jahr 1891 glaubte James Macdonald, dass der Hügel ein „Schafgatter“ war. Ausgrabungen erbrachten jedoch keine archäologischen Funde.

## Legende
Der Legende nach ist Wormy Hillock der Ort eines begrabenen Drachens, der die Dörfer in der Nachbarschaft angegriffen hat. Den Dorfbewohnern gelang es schließlich, den Drachen zu töten. Sie vergruben ihn halb, scharrten Erde darüber und bildeten so einen Hügel. Der Legende nach ist dies die Quelle des Namens. 